# Dexter: Nova krv
Dexter: Nova krv (engleski: Dexter: New Blood) američka je miniserija iz 2021. godine, koju je napisao Clyde Phillips, ujedno je i nastavak televizijske serije Dexter (2006. – 2013.), prema romanima Jeffa Lindsayja.
Izvorno smatrana miniserijom, sve je slutilo prema drugoj sezoni dok u siječnju 2023., kada je objavljeno da se umjesto toga okreću Dexterovoj prequel seriji, završavajući Novu krv nakon jedne sezone.

## Radnja
Desetak godina nakon finala originalne serije, Dexter Morgan preselio se u gradić Iron Lake u New Yorku, skrivajući svoj identitet pod imenom Jim Lindsay, kao trgovac. Ima aferu s Angelom Bishop, šeficom gradske policije, i potisnuo je svoje impulse kao serijski ubojica, ali niz događaja uzrokovat će da se "mračni putnik" ponovno pojavi u njemu.

## Glumačka postava

### Glavni likovi
- Michael C. Hall kao Dexter Morgan / Jim Lindsay
- Jack Alcott kao Harrison Morgan
- Julia Jones kao Police Chief Angela Bishop
- Johnny Sequoyah kao Audrey Bishop
- Alano Miller kao Sergeant Logan
- Jennifer Carpenter kao Debra Morgan
- Clancy Brown kao Kurt Caldwell

### Sporedni likovi
- David Magidoff kao Teddy Reed
- Katy Sullivan kao Esther
- Michael Cyril Creighton kao Fred Jr.
- Gizel Jiménez kao Tess
- Gregory Cruz kao Abraham Brown
- Jamie Chung kao Molly Park
- Shuler Hensley kao Elric

### Specijalni gosti
- David Zayas kao Angel Batista
- John Lithgow kao Arthur Mitchell / Trinity Killer

## Epizode
Serija je izvorno emitirana na kanalu Showtime od 7. studenoga 2021. do 9. siječnja 2022. U Hrvatskoj je premijerno prikazana 20. rujna 2022. povodom pokretanja platforme SkyShowtime, a naknadno je emitirana na kanalu Star Crime od 6. veljače do 10. travnja 2023.
| 1. | "Cold Snap"                | "Zahlađenje" / "Hladni val"                                  | Marcos Siega       | Scenarij: Clyde Phillips Priča: Clyde Phillips i Adam Rapp                                | 7. studenoga 2021.  | 20. rujna 2022. (Skyshowtime) 6. veljače 2023. (Star Crime)  |
| Deset godina nakon što je lažirao vlastitu smrt, Dexter Morgan živi u Iron Lakeu pod imenom Jim Lindsay. Dexter viđa svoju sestru Debru kao halucinaciju i slijedi strogu rutinu kako bi izbjegao ponovno ubijanje, uspješno to ne čineći već deset godina. U vezi je sa šerificom grada, Angelom Bishop. Na poslu upoznaje Matta Caldwella, koji u njemu ponovno budi njegovog Mračnog Putnika; provjerava njegovu kaznenu evidenciju i prodaje mu pušku. Harrison dolazi u Dexterovu kuću, ali Dexter tvrdi da mu nije otac. Kad osobno dostavi pušku Mattovoj kući, njegov prijatelj Billy otkriva da je na suđenju lagao u Mattovu korist kako bi ga oslobodili krivnje, jer je Matt ubio pet ljudi u nesreći s čamcem. Jednog jutra, Dexter prilazi bijelom sobu i dok ga gladi, Matt ubija soba, zamalo pogodivši Dextera; Dexter ga onesvijesti i njegov Mračni Putnik se ponovno budi. Dexter brzo priprema prostoriju za ubojstvo Matta, koji ga moli da to ne učini, ali ga Dexter ipak ubija i odlučuje ne zadržati nikakve trofeje. Dexter odlazi pronaći Harrisona, otkriva mu da mu je otac i vodi ga kući. |                            |                                                              |                    |                                                                                           |                     |                                                              |
| 2. | "Storm of Fuck"            | "Veliko sra*e" / "Velika frka"                               | Marcos Siega       | Warren Hsu Leonard                                                                        | 14. studenoga 2021. | 20. rujna 2022. (Skyshowtime) 13. veljače 2023. (Star Crime) |
| Dexter razgovara s Harrisonom i saznaje da je Hannah McKay umrla od raka gušterače prije nekoliko godina te da je Harrison završio u sustavu udomiteljstva, nakon čega je započeo potragu za Dexterom. Sljedećeg jutra, policija postavlja bazu u Dexterovoj kući kako bi tražili Matta. Kada Dexter pronađe soba, šalje Harrisona k Angeli kako bi lažirao mjesto zločina i inscenirao da je Matt pobjegao. Harrison upoznaje Angelinu kćer Audrey i provodi poslijepodne s njom i njezinim prijateljima, koji su sumnjičavi prema njemu. Dexter i Angela razgovaraju o izazovima odgoja djeteta i dogovaraju se da će si međusobno pomagati. Upravo kad potragu za Mattom namjeravaju prekinuti, Kurt Caldwell uvjerava Angelu da je nastavi. Dexter otkriva da je napustio Harrisona kako bi ga zaštitio i obećava da će biti bolji otac. Mlada žena izgubljena u Iron Lakeu boravi u prihvatilištu, nesvjesna da je netko promatra; naposljetku shvaća da je oteta i ispod kamere u svojoj sobi vidi natpis: "Već si mrtva." |                            |                                                              |                    |                                                                                           |                     |                                                              |
| 3. | "Smoke Signals"            | "Dimni signali" / "Dimni signali"                            | Sanford Bookstaver | David McMillan                                                                            | 21. studenoga 2021. | 20. rujna 2022. (Skyshowtime) 20. veljače 2023. (Star Crime) |
| Harrison započinje srednju školu i dobiva test sposobnosti; optužen je za varanje jer su rezultati iznimno dobri, a Dexter mu ne pruža podršku. Harrison ipak dobiva dobru ocjenu na ponovljenom testu. Angela kaže Dexteru da će sutradan poslati pse u potragu jer je otkriveno da Matt nije bio sam i da je možda bio napadnut. Dexter počinje tražiti način kako se riješiti Mattova tijela, ali bezuspješno. Harrison u školi upoznaje Ethana, kojeg maltretiraju Audreyni prijatelji; Harrison ga potiče da se zauzme za sebe i pomaže mu. Narednik Logan ispituje Dextera o Mattovu nestanku jer je tog dana bio u blizini, no Dexter ne izaziva sumnje. Dexter večera s Angelom i djecom, a Audrey i Harrison predlažu da se sob daruje Senečima za pogrebni obred. Na pogrebu, Dexter se ispričava Harrisonu i pronalazi način da se riješi Matta tako što ga spali u spalionici. U gradu, Dexter daje prijevoz pijanom Kurtu, koji tvrdi da je Matt živ. Muškarac koji je oteo ženu pušta je na slobodu, samo da bi je upucao dok bježi. |                            |                                                              |                    |                                                                                           |                     |                                                              |
| 4. | "H Is for Hero"            | "H znači heroj" / "H kao heroj"                              | Sanford Bookstaver | Tony Saltzman                                                                             | 28. studenoga 2021. | 20. rujna 2022. (Skyshowtime) 27. veljače 2023. (Star Crime) |
| Jednog jutra, Dexter prima obavijest o incidentu u školi i otkriva da je Harrison umiješan; njegov sin tvrdi da je spriječio pucnjavu, da ga je Ethan napao i da se samo branio. Sljedećeg jutra, Dexter otkriva da se incident nije dogodio onako kako je Harrison rekao i odlučuje sam istražiti. Odlazi na mjesto zločina i iz krvavih tragova zaključuje da je Harrison napao Ethana, a da Ethan njemu nije učinio ništa. Angela povjerava Molly Park, voditeljici true crime podcasta, da je postala policajka nakon što joj je nestala prijateljica Iris te vjeruje da su i druge nestale žene doživjele strašnu sudbinu; Molly predlaže suradnju u razotkrivanju istine, a Angela prihvaća. U govoru, Harrison tvrdi da je i Ethan žrtva. Dexter u Harrisonovoj sobi pronalazi oružje kojim je napao Ethana, britvu, istu onu koju je Arthur Mitchell koristio za ubojstvo njegove majke Rite Bennet, dok je Harrison bio prisutan; Dexter shvaća da i njegov sin ima Mračnog Putnika. Kurt odvodi Chloe, beskućnicu, u kolibu u kojoj je prethodno ubijena druga žena. |                            |                                                              |                    |                                                                                           |                     |                                                              |
| 5. | "Runaway"                  | "Bjegunac" / "Odbjegli"                                      | Marcos Siega       | Veronica West                                                                             | 5. prosinca 2021.   | 20. rujna 2022. (Skyshowtime) 6. ožujka 2023. (Star Crime)   |
| Harrison odlazi na zabavu s ostalim učenicima, gdje konzumira drogu i predozira se jer je jedna tableta bila pomiješana s fentanilom. Dexter planira ubiti dilera koji je nabavio drogu, ali Logan dolazi prije nego što ga Dexter stigne uspavati. Dexter otkriva identitet osobe koja proizvodi tablete i planira ga ubiti, no Logan ga ponovno prekida, pa Dexter mora improvizirati; umjesto toga prisiljava ga da ušmrče čisti fentanil, uzrokujući mu predoziranje. Kurt dovodi beskućnicu u svoju kuću. Ona odbija sudjelovati u njegovom planu i juri prema njemu, što ga prisiljava da joj puca u lice, zbog čega postaje frustriran. Angela i Molly posjećuju New York, gdje saznaju da se Matt nikada nije prijavio u hotel i da im je Kurt lagao. Angela otkriva Dexterov pravi identitet nakon što se prisjeti razgovora s njegovim bivšim kolegom iz Miamija, Angelom Batistom, na policijskoj konvenciji. |                            |                                                              |                    |                                                                                           |                     |                                                              |
| 6. | "Too Many Tuna Sandwiches" | "Previše sendviča s tunjevinom" / "Previše sendviča od tune" | Marcos Siega       | Scott Reynolds i Warren Hsu Leonard                                                       | 12. prosinca 2021.  | 20. rujna 2022. (Skyshowtime) 13. ožujka 2023. (Star Crime)  |
| Angelina veza s Dexterom narušena je nakon što otkriva da je bila izgrađena na laži. Dexter saznaje da je Kurt serijski ubojica. Angela pronalazi tijelo svoje davno nestale prijateljice u spiljama Clark Caves i poziva Dextera zbog njegovih vještina analize mjesta zločina. Harrisonov Mračni Putnik ponovno izlazi na vidjelo tijekom školskog meča hrvanja, a Dexter ne zna kako se nositi s tim. |                            |                                                              |                    |                                                                                           |                     |                                                              |
| 7. | "Skin of Her Teeth"        | "Za dlaku" / "Jedva jedvice"                                 | Sanford Bookstaver | Scenarij: Veronica West i Kirsa Rein Priča: Veronica West, Kirsa Rein i Alexandra Salerno | 19. prosinca 2021.  | 20. rujna 2022. (Skyshowtime) 20. ožujka 2023. (Star Crime)  |
| Dexter i Angela pronalaze naizgled inkriminirajući DNK dokaz koji povezuje Kurta s ubojstvom Iris. Angela ga uhićuje, iako se Dexterove sumnje da to neće biti dovoljno za osudu kasnije pokažu točnima. Zbog razgradnje DNK moguće je utvrditi samo obiteljsku povezanost, a Kurt tvrdi da DNK pripada njegovu ocu. Jedan od Kurtovih klijenata predaje Harrisonu omotnicu za Dextera, u kojoj se nalazi titanijski vijak. Dexter kasnije zaključuje da je vijak pripadao Mattu, da nije izgorio u spalionici te da Kurt zna da je on ubio njegova sina. Molly, tijekom razgovora s Angelom, ukazuje na nelogičnosti u Dexterovoj priči. Harrison otkriva da se sjeća ubojstva svoje majke i odlučuje napustiti grad. Dexter pokušava poći za njim, ali ga napada Kurtov klijent. |                            |                                                              |                    |                                                                                           |                     |                                                              |
| 8. | "Unfair Game"              | "Nepoštena igra" / "„Nepoštena igra“"                        | Sanford Bookstaver | Tony Saltzman i David McMillan                                                            | 26. prosinca 2021.  | 20. rujna 2022. (Skyshowtime) 27. ožujka 2023. (Star Crime)  |
| Dexter uspijeva pobjeći svom otmičaru, ali je ranjen i progoni ga kroz snijeg. Kasnije preuzima kontrolu, prisiljava čovjeka da prizna Kurtove planove, a potom ga ubija. Angela provodi istragu i počinje sumnjati da je Dexter ubio dilera droge nakon što poveže slične ubode igle na drugom dileru. Kurt namami Harrisona u svoju kolibu s namjerom da ga ubije pred Dexterom čim ovaj stigne. Međutim, bježi nakon što ga Dexter pokuša pregaziti. Dexter se otvara Harrisonu o njihovom zajedničkom Mračnom Putniku, a Harrison ga prihvaća. |                            |                                                              |                    |                                                                                           |                     |                                                              |
| 9. | "The Family Business"      | "Obiteljski biznis" / "Obiteljski posao"                     | Marcos Siega       | Scott Reynolds                                                                            | 2. siječnja 2022.   | 20. rujna 2022. (Skyshowtime) 3. ožujka 2023. (Star Crime)   |
| Dexter govori Harrisonu o Mračnom Putniku i kodu koji ga je naučio njegov otac Harry, te priča o pedofilu klaunu, ali izostavlja dio u kojem ga ubija. Na Božić, Dexter i Harrison se zbližavaju i odlaze u Angelinu kuću proslaviti blagdan; Kurt se iznenada pojavljuje, a oni odlaze u potragu za dokazima protiv njega. Angela počinje sumnjati da je Dexter Koljač iz Bay Harbora. U potrazi za dokazima protiv Kurta, Harrison priznaje Dexteru da je oduvijek želio ubiti Mitchella. Njih dvojica pronalaze skriveni podrum i otkrivaju tijela nestalih žena, mumificirana kao trofeji. Harrison kaže Dexteru da zna da ubija svoje žrtve i prihvaća to. Kurt, koji je zapalio Dexterovu kolibu, pokušava pobjeći, ali biva uhvaćen. Dexter ubija Kurta pred Harrisonom, a potom zajedno spaljuju njegovo tijelo. Ostavši bez doma, Dexter i Harrison sele se u Angelinu kuću, a Angela prima pismo od Kurta. |                            |                                                              |                    |                                                                                           |                     |                                                              |
| 10. | "Sins of the Father"       | "Grijesi otaca" / "Očevi grijesi"                            | Marcos Siega       | Scenarij: Clyde Phillips Priča: Clyde Phillips, Alexandra Franklin i Marc Muszynski       | 9. siječnja 2022.   | 20. rujna 2022. (Skyshowtime) 10. travnja 2023. (Star Crime) |
| Angela uhićuje Dextera zbog ubojstva Matta Caldwella. Kada on pobija sve dokaze koje mu iznese, ona kontaktira Batistu, koji je šokiran saznanjem da je Dexter Morgan još živ. Stjeran u kut, Dexter otkriva Angeli gdje se nalazi Kurtov bunker, a ona ga iznenada ostavlja pod Loganovim nadzorom kako bi to provjerila. Dexter ponovno krši svoj kodeks i ubija Logana kako bi pobjegao iz ćelije i ponovno se susreo s Harrisonom. Angela pronalazi bunker i poziva pomoć, ali je uznemirena jer se Logan ne javlja. Pripremajući se za bijeg iz grada, Dexter ulazi u svađu s Harrisonom, koji shvaća da je ubio Logana, nedužnog čovjeka. Zajedno dolaze do zaključka da je njegov kodeks pogrešan, da Harrison nije poput njega i da je jedini način da Harrison bude "normalan" taj da Dexter umre. Dexter mu govori da ga upuca iz puške kako bi iskupio njegove pogreške kao otac i oslobodio se. U svom unutarnjem monologu, Dexter otkriva da prvi put osjeća ljubav, prije nego što biva, čini se, smrtno pogođen. Angela dolazi na mjesto događaja, daje Harrisonu nešto novca i govori mu da napusti grad i nikada se ne vrati, dok se sama sprema preuzeti odgovornost za Dexterovu smrt. Harrison čita Dexterovo posljednje pismo Hanni prije nego što se odveze iz grada. |                            |                                                              |                    |                                                                                           |                     |                                                              |

## Produkcija

### Razvoj
Scenarist Clyde Phillips, koji je napustio seriju nakon četvrte sezone, zbog kontinuiranog zahtjeva obožavatelja, razgovarao je o mogućim načinima nastavka kao svojevrsnom iskupljenju, ali nije mogao pronaći odgovarajući put. Phillipsa je 1. srpnja 2019. kontaktirao Gary Levine, predsjednik Showtimea, koji je piscu rekao da smatra da je pravo vrijeme da vrati Dextera u eter i ima li kakvih ideja. Phillips je napisao preliminarni scenarij, koji je Hall jako cijenio. Phillips je priznao da je izvorni kraj bio prikladan za vrijeme emitiranja, jer je oko 2013. godine bilo niz serijskih ubojica iz stvarnog života za koje se znalo da žive u Oregonu i susjednim državama. Također je vjerovao da okružujući se motornim pilama, Dexter ima stalno sjećanje na majčinu smrt. Budući da Phillips nije znao kako se vezati za kraj, odlučio je napraviti vremenski skok, od gotovo deset godina i iz Oregona se preselio u izmišljeni grad Iron Lake, u državi New York. Zbog toga miniseriju ne smatra devetom sezonom, budući da je došlo do velikog diskontinuiteta s matičnom serijom. Dok je spisateljsko osoblje pisalo miniseriju od deset epizoda, odredili su kako će serija završiti i pisali unatrag od toga. Phillips je izjavio da će "kraj ovoga biti iznenađujući, šokantan i neočekivan i da će raznijeti internet."
Oživljavanje Dextera 14. listopada 2020. postalo je službeno kao miniserija od 10 epizoda. Dana 17. studenog 2020. objavljeno je da će Marcos Siega režirati prvih šest epizoda, kao i da će biti izvršni producent zajedno s Michaelom C. Hallom, Johnom Goldwynom, Sarom Colleton, Billom Carrarom i Scottom Reynoldsom.

### Snimanje
Produkcija je započela u veljači 2021., a većina snimanja održana su u Shelburne Fallsu u Massachusettsu kao zamjena za Iron Lake. Vanjski kadrovi morali su biti koordinirani prema vremenu, jer su kreatori željeli imati značajnu količinu snijega, uključujući smrznuto jezero. radovi su započeli u srpnju i trajali su pedesetak dana.

## Distribucija
U SAD-u miniserija se emitirala na Showtimeu od 7. studenog 2021. do 9. siječnja 2022. A u Hrvatskoj se prikazuje na Fox-u od 6. veljače 2023.

## Vanjske poveznice
Službena stranica na showtime.com